# Nueva Vizcaya (provincie)
Nueva Vizcaya is een provincie van de Filipijnen centraal gelegen op het eiland Luzon. De provincie maakt deel uit van regio II (Cagayan Valley). De hoofdstad van de provincie is de gemeente Bayombong. Bij de census van 2015 telde de provincie ruim 452 duizend inwoners.

## Geografie

### Bestuurlijke indeling
Nueva Vizcaya bestaat uit 15 gemeenten.
| - Alfonso Castaneda - Ambaguio - Aritao - Bagabag - Bambang - Bayombong - Diadi - Dupax del Norte | - Dupax del Sur - Kasibu - Kayapa - Quezon - Santa Fe - Solano - Villaverde |

Deze gemeenten zijn weer verder onderverdeeld in 275 barangays.

## Demografie
Nueva Vizcaya had bij de census van 2015 een inwoneraantal van 452.287 mensen. Dit waren 30.932 mensen (7,3%) meer dan bij de vorige census van 2010. Ten opzichte van de census van 2000 was het aantal inwoners gegroeid met 85.325 mensen (23,3%). De gemiddelde jaarlijkse groei in die periode kwam daarmee uit op 1,36%, hetgeen lager was dan het landelijk jaarlijks gemiddelde over deze periode (1,72%).

De bevolkingsdichtheid van Nueva Vizcaya was ten tijde van de laatste census, met 452.287 inwoners op 3975,67 km², 113,8 mensen per km².

## Economie
Uit cijfers van de National Statistical Coordination Board (NSCB) uit het jaar 2003 blijkt dat 12,1% (15.027 mensen) onder de armoedegrens leefde. In het jaar 2000 was dit 22,2%. Nueva Vizcaya was daarmee gemiddeld duidelijk minder arm dan het landelijk gemiddelde van 28,7% en stond 76e op de lijst van provincies met de meeste mensen onder de armoedegrens. Van alle 79 provincies, ten tijde van het onderzoek, stond Nueva Vizcaya 73e op de lijst van provincies met de ergste armoede..